# Distrito de Chandel
Chandel es un distrito de la India en el estado de Manipur. Código ISO: IN.MA.CD.
Comprende una superficie de 3 317 km².
El centro administrativo es la ciudad de Chandel.

## Demografía
Según censo 2011 contaba con una población total de 144 028 habitantes, de los cuales 69 485 eran mujeres y 74 543 varones.